# Escòrnacrabes
L'Escòrnacrabes, en occità, o Escornacabres en català, és una muntanya de 2.613 metres que es troba en el Pirineu axial, al massís de Beret. Si bé geogràficament està situat plenament al NE de la Vall d'Aran, la muntanya marca el límit entre els municipis d'Alt Àneu, a la comarca del Pallars Sobirà i de Naut Aran a la Vall d'Aran. El vessant oriental està inclosa en el Parc Natural de l'Alt Pirineu i és un límit del Circ de Baciver.
De fet es tracta d'una cresta espadada de 1.650 metres de longitud que comunica el Cap de Baqueira al nord-oest amb el Tuc de la Llança al sud-est.
La paraula aranesa escòrnacrabes fa referència al lloc amb molta pendent on fins i tot les cabres poden caure, lloc de mal passar.